# Ignacio Pussetto
Ignacio Pussetto (* 21. Dezember 1995 in Cañada Rosquín) ist ein argentinischer Fußballspieler, der bei CA Huracán unter Vertrag steht.

## Karriere
Pussetto begann seine Karriere in der Jugend des örtlichen Vereins Juventud Unida, bevor er 2011 zu Atlético de Rafaela wechselte. Im Jahr 2013 gab Pussetto sein Profidebüt für Atlético de Rafaela in der argentinischen Primera División. Am 1. Juni 2015 erzielte Pussetto bei der 2:3-Niederlage gegen Huracán sein erstes Tor für Rafaela.
Am 18. Juli 2016 wurde Pussetto für 1,25 Millionen Euro an Huracán verkauft.  Am 29. Oktober 2016 erzielte Pussetto beim 1:1-Unentschieden gegen Rosario Central sein erstes Tor für Huracán.  Am 18. September 2017, erzielte Pussetto zwei Tore für Huracán beim 3:1-Sieg gegen Gimnasia y Esgrima La Plata im Estadio Juan Carmelo Zerillo, dem ersten Sieg für Huracán an diesem Ort seit 31 Jahren.
Am 17. Juli 2018 wechselte Pussetto für eine Ablösesumme von rund acht Millionen Euro zum Serie-A-Klub Udinese Calcio. Am 14. Januar 2020 wechselte Pussetto zum FC Watford. Knapp acht Monate später, am 5. Oktober 2020, kehrte Pussetto auf Leihbasis für eine Saison zu Udinese zurück.
Im September 2022 lieh Sampdoria Genua Pussetto aus. Im Sommer 2023 wurde er von CA Huracán verpflichtet.

## Persönliches
Der ältere Bruder von Pussetto, Alfredo, ist ebenfalls Fußballprofi.